# Bündnis Freie Bürger Dresden
Das Bündnis Freie Bürger Dresden (Kurzbezeichnung: FB oder FBD) ist eine Wählergruppe, die seit 1994 im Stadtrat der Landeshauptstadt Dresden und in Stadtbezirksbeiräten Dresdens vertreten ist.

## Wahlen zum Stadtrat
| Jahr | Stimmen | in %  | Sitze |
| ---- | ------- | ----- | ----- |
| 1994 | –       | 4,5 % | 3/70  |
| 1999 | –       | 2,3 % | 1/70  |
| 2004 | –       | 2,7 % | 2/70  |
| 2009 | –       | 5,2 % | 3/70  |
| 2014 | 25.338  | 3,8 % | 2/70  |
| 2019 | 12.652  | 1,5 % | 1/70  |
| 2024 | 8.272   | 0,9 % | 1/70  |

## Belege
1. ↑  Referat Kommunikation und Öffentlichkeitsarbeit: Wahlergebnisse - Wahlen - sachsen.de. Abgerufen am 10. Juli 2024.
2. ↑  Referat Kommunikation und Öffentlichkeitsarbeit: Wahlergebnisse - Wahlen - sachsen.de. Abgerufen am 10. Juli 2024.
3. ↑  Referat Kommunikation und Öffentlichkeitsarbeit: Wahlergebnisse - Wahlen - sachsen.de. Abgerufen am 10. Juli 2024.